# Hardangervidda

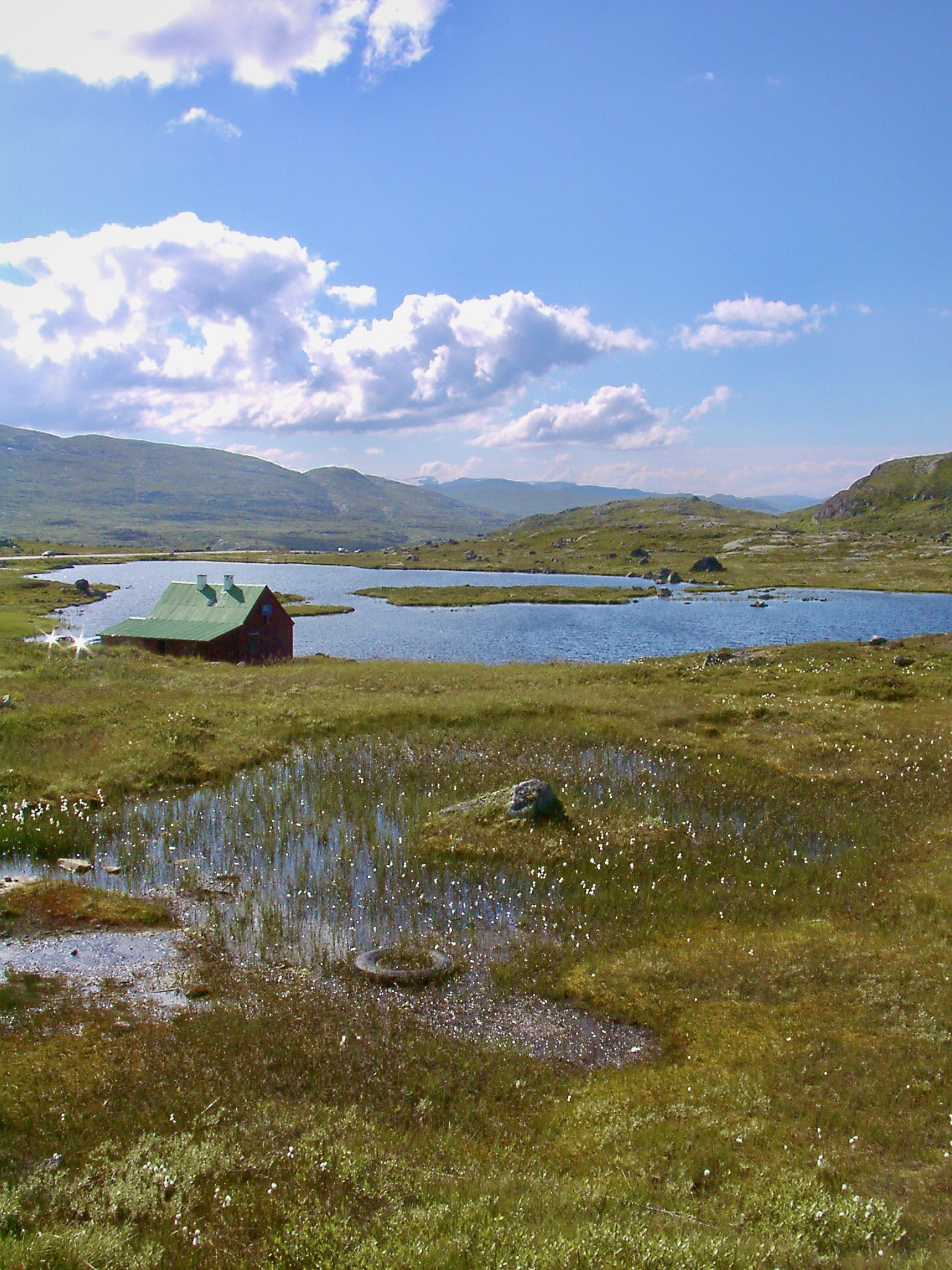
Paisagem de Hardangervidda

O Hardangervidda é um planalto montanhoso ("vidde" em norueguês) na região de Hardanger, na zona oeste da Noruega, entre as cidades de Oslo e Bergen. É o maior planalto deste tipo na Europa, de clima alpino, e é o local onde se situa o maior glaciar norueguês. Uma grande área do planalto faz parte do Parque Nacional de Hardangervidda. e é uma área protegida; é um destino turístico e de actividade ao ar livre. A região está dividida administrativamente pelos condados de Buskerud, Hordaland e Telemark.

## Geografia e geologia
O planalto é a maior peneplanície na Europa, cobrindo uma área de 6 500 km² e com uma elevação média de 1 200 m. O ponto mais alto do planalto é Sandfloeggi, com uma altitude de which reaches a height of 1 721 m.
A paisagem de Hardangervidda é caracterizada por uma charneca sem árvores, lagos rios e correntezas. O lado ocidental é um terreno rochoso, e o oriental, mais plano, e com mais vegetação. O clima também varia com os dois lados: mais húmido a oeste do que a leste, com uma precipitação de 1 000 mm por ano em algumas zonas. O pico de Hårteigen, com 1 690 m, é visível por quase todo o planalto.
A geologia do Hardangervidda é extremamente antiga. Algumas das pedras quebradas são restos das montanhas que foram destruídas por acção dos glaciares durante a Idade do gelo. O terreno rochoso remonta ao período Pré-Cambriano e Cambriano-Siluriano.

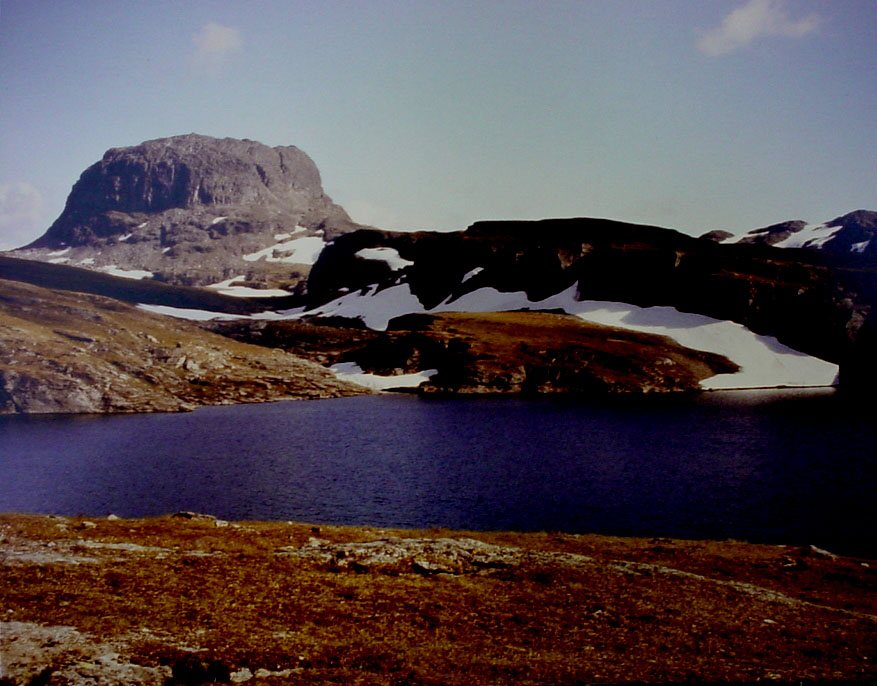
Hårteigen, uma montanha típica do Hardangervidda

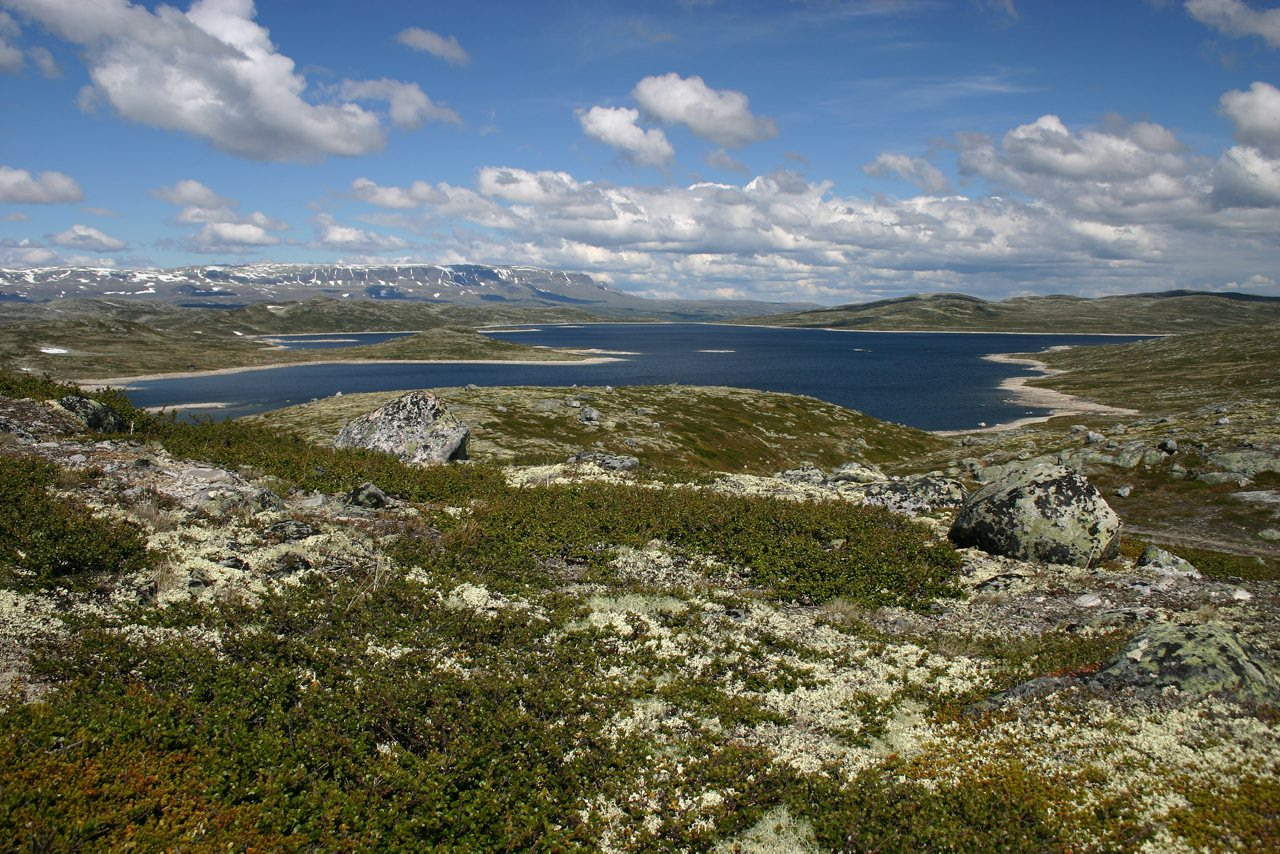
Paisagem de Hardangervidda

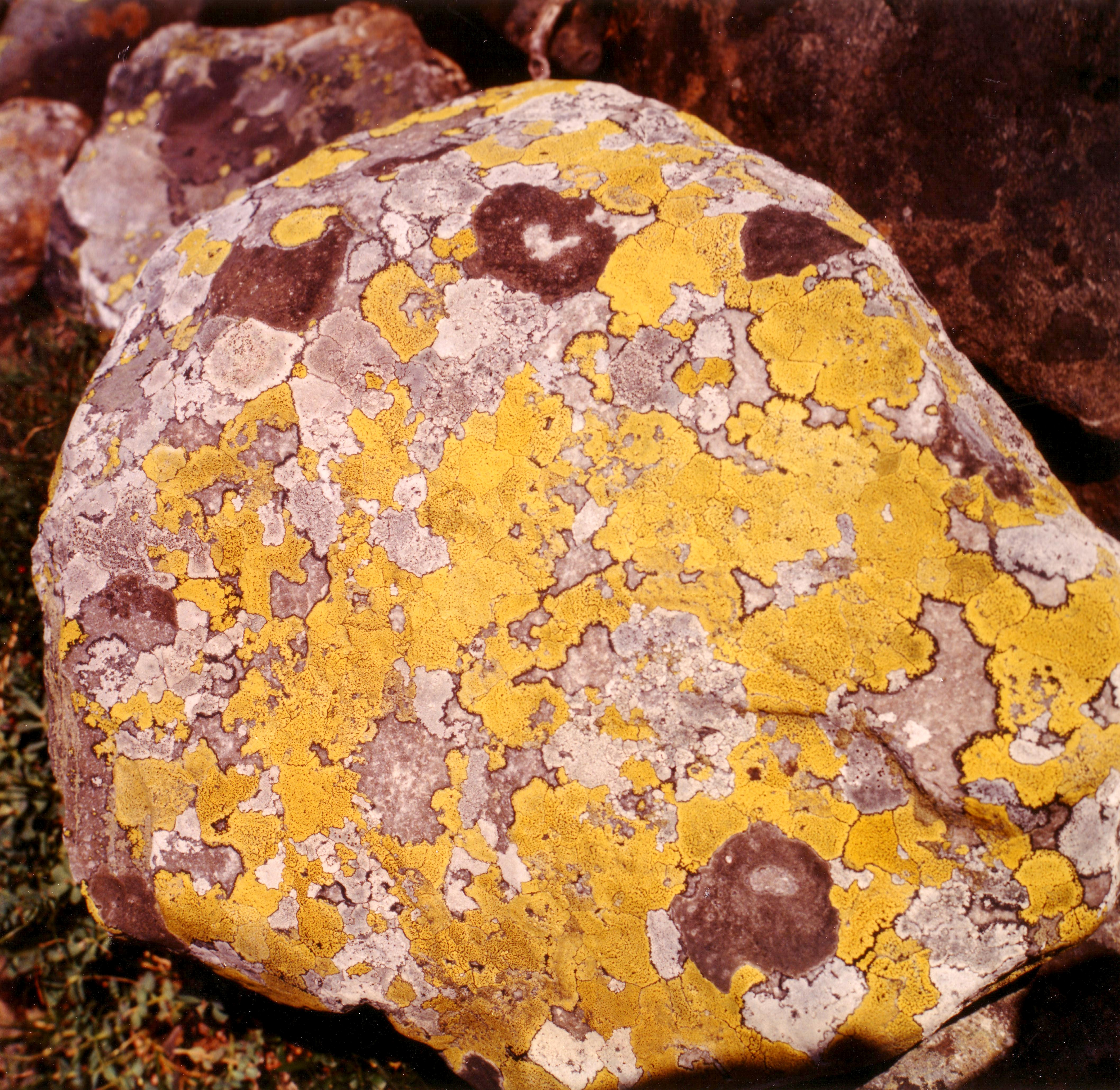
Líquen geográfico numa rocha de Hardangervidda